# Lou Donaldson
Pour les articles homonymes, voir Donaldson.
Lou Donaldson, né le 1er novembre 1926 à Badin (Caroline du Nord) et mort le 9 novembre 2024 à Fort Lauderdale (Floride), est un saxophoniste alto américain de jazz.

## Biographie
Lou Donaldson a notamment accompagné Art Blakey and the Jazz Messengers lors du concert culte donné au Birdland en 1954 pour le label Blue Note. À partir des années 1960, il revient à un jazz plus classique, jouant le plus souvent avec des organistes (John Patton, Charles Earland, Leon Spencer, Lonnie Smith entre autres, il a aussi enregistré avec Jimmy Smith).

## Discographie

### En tant que leader
- 1952 : Quartet/Quintet/Sextet (Blue Note BLP 1537)
- 1952 : New Faces New Sounds (Blue Note BLP 5021)
- 1957 : Wailing with Lou (Blue Note BLP 1545)
- 1957 : Swing and Soul– Lou Donaldson, Vol. 3 (Blue Note BLP 1566)
- 1957 : Lou Takes Off (Blue Note BLP 1591)
- 1958 : Blues Walk (Blue Note BLP 1593)
- 1958 : Light-Foot
- 1959 : LD + 3 (Blue Note BLP 4012)
- 1959 : The Time is Right (Blue Note BLP 4025)
- 1960 : Sunny Side Up (Blue Note BLP 4036)
- 1960 (1980) : Midnight Sun (Blue Note LT-1028)
- 1961 : Here 'Tis (Blue Note BLP 4066)
- 1961 : Gravy Train (Blue Note BLP 4079)
- 1961 : A Man with a Horn (Blue Note CDP 7243 5 21436 2)
- 1962 : The Natural Soul (Blue Note BLP 4108)
- 1963 : Good Gracious! (Blue Note BLP 4125)
- 1963 : Signifyin' (Argo LP 724)
- 1964 : Possum Head
- 1964 : Cole Slaw (Argo LP 747)
- 1964 : Rough House Blues (Cadet LP 768)
- 1965 : Musty Rusty
- 1965 : Fried Buzzard
- 1966 : Blowing in the Wind
- 1966 : Lou Donaldson At His Best (Cadet LP 815)
- 1967 (1980/1986) : Lush Life (Blue Note [J] GXF 3068)
- 1967 : Alligator Bogaloo (Blue Note BLP 4263)
- 1967 : Mr. Shing-A-Ling (Blue Note BLP 4271)
- 1968 : Midnight Creeper (Blue Note BST 84280)
- 1968 : Say It Loud! (Blue Note BST 84299)
- 1969 : Hot Dog (Blue Note BST 84318)
- 1970 : Everything I Play is Funky (Blue Note BST 84337)
- 1970 : Pretty Things (Blue Note BST 84359)
- 1970 : The Scorpion
- 1971 : Cosmos (Blue Note BST 84370)
- 1972 : Sophisticated Lou (Blue Note BN-LA 024-G)
- 1973 : Sassy Soul Strut (Blue Note BN-LA 109-F)
- 1974 : Sweet Lou (Blue Note BN-LA 259-G)
- 1976 : A Different Scene (Cotillion SD 9905)
- 1976 : Color as a Way of Life
- 1981 : Sweet Poppa Lou (Muse MR 5247)
- 1981 : Forgotten Man
- 1982 : Back Street
- 1984 : Live in Bologna
- 1990 : Play the Right Thing
- 1992 : Birdseed
- 1993 : Caracas
- 1995 : Sentimental Journey
- 2000 : Relaxing at Sea: Live on the QE2

### Compilations
- 1971 : Ha' Mercy
- 1994 : The Righteous Reed! The Best of Poppa Lou
- 1996 : The Best of Lou Donaldson, Vol. 2 The Blue Note Years.
- 1998 : Blue Breakbeats

### En tant que sideman
Avec Gene Ammons
- All Star Sessions (Prestige, 1950-1955 [1956])

Avec Clifford Brown
- Memorial Album (Blue Note, 1953)

Avec Milt Jackson
- All Star Bags (Prestige, 1953)

Avec Thelonious Monk
- Genius of Modern Music (Blue Note, 1952)

Avec Art Blakey
- A Night at Birdland Vol. 1 (Blue Note, 1954)
- A Night at Birdland Vol. 2 (Blue Note, 1954)
- A Night at Birdland Vol. 3 (Blue Note, 1954)

Avec Jimmy Smith
- A Date with Jimmy Smith Volume One (Blue Note, 1957)
- A Date with Jimmy Smith Volume Two (Blue Note, 1957)
- Jimmy Smith Trio + LD (Blue Note, 1957)
- House Party (Blue Note, 1958)
- The Sermon! (Blue Note, 1958)
- Cool Blues (Blue Note, 1958)
- Rockin' the Boat (Blue Note, 1963)